# Ambiplasma
El ambiplasma, también conocido como "universo eléctrico", es una teoría cosmológica no convencional, generalmente atribuida a Hannes Alfvén en los años 1960. Esta teoría intenta explicar el desarrollo del universo visible a través de la interacción de fuerzas electromagnéticas en plasma astrofísico. Alfvén desarrolló sus ideas cosmológicas basadas en el escalado de observaciones desde laboratorios terrestres y experimentos espaciales a escalas cosmológicas con órdenes de magnitud mayores. Su propuesta cosmológica más famosa fue que el Universo era una mezcla equitativa de materia y antimateria en la forma llamada ambiplasma que se habría separado de manera natural cuando ocurrieron las reacciones de aniquilación acompañadas por una tremenda liberación de energía. En este concepto, el Universo siempre ha existido (preexiste) y no posee un punto común de origen. 
El ambiplasma contradice el actual consenso de la astrofísica que dice que la relatividad general de Einstein explica el origen y evolución del Universo en sus mayores escalas, confiando en vez de ello en los desarrollos posteriores de la mecánica clásica y la electrodinámica clásica como aplicaciones a plasmas astrofísicos. Mientras que a finales de la década de 1980 y principios de la década de 1990 la discusión se limitaba a las ventajas de la cosmología del plasma, hoy los defensores de estas ideas son generalmente ignorados por los cosmólogos profesionales de la comunidad científica.

## Plasma cósmico
Hannes Alfvén dedicó gran parte de su carrera profesional a intentar caracterizar el plasma por el que fue galardonado con el Premio Nobel de Física en 1970. Sin embargo, mientras que la física del plasma no está controvertidamente aceptada para desempeñar un papel importante en muchos fenómenos astrofísicos debido en parte a la ubicuidad del plasma, Alfvén siguió firme en unas cuantas ideas que no han sido aceptadas por la comunidad científica. Entre estas ideas, la principal es la afirmación de que las fuerzas electromagnéticas son iguales en importancia que la gravedad en las grandes escalas. Alfvén llegó a esta conclusión simplemente extrapolando el fenómeno del plasma a pequeña escala a gran escala. Mientras los campos magnéticos se consideran de interés en la astrofísica moderna en muchos modelos convencionales de estructuras astrofísicas a pequeña escala con corrientes de Foucault acelerando el colapso gravitacional transfiriendo el momento angular desde los objetos contraídos, los modelos de estructuras a gran escala convencionales normalmente no consideran los campos magnéticos lo suficientemente grandes como para ayudar en la transferencia de momento angular por procesos viriales en cúmulos. La investigación en estos temas está en curso, pero no se considera que los procesos del plasma desempeñen un papel importante en el modelado teórico de estructuras o formación de galaxias. Los modelos de Alfvén no proporcionan ninguna predicción que pueda ser tomada en cuenta en muchas observaciones cosmológicas ley de Hubble, la abundancia de elementos pesados, o la existencia del fondo cósmico de microondas. [cita requerida]
Algunas de las propuestas más provocadoras de Alfvén son las explicaciones cualitativas de la formación estelar utilizando corrientes de Birkeland. Estas corrientes de plasma fueron considerados por Alfvén y sus seguidores como responsables de muchas estructuras filamentarias vistas en observaciones astrofísicas. Sin embargo, continúa sin haber ninguna prueba observacional directa de tales corrientes a gran escala de plasma y las explicaciones astrofísicas dominantes para fenómenos a gran escala no incluyen mecanismos de corrientes de plasma.

## Teoría del ambiplasma de Alfvén
Los orígenes conceptuales de la cosmología del plasma fueron desarrollados en 1965 por Alfvén en su libro Mundos-Antimundos, basándose parte de su trabajo en ideas de Kristian Birkeland descritas a principios de siglo y una propuesta anterior de Oskar Klein en la que el plasma astrofísico jugaba un papel importante en la formación y evolución de galaxias. En 1971, Klein extendió las propuestas de Alfvén y desarrolló el "modelo Alfvén-Klein" de la cosmología. Su cosmología se basa en explosiones astrofísicas gigantes resultantes de una mezcla hipotética de materia y antimateria que creó el Universo o meta-galaxia como ellos preferían especular (ver el debate Shapley-Curtis para una información más amplia de la historia de distinción entre el Universo y la Vía Láctea). Esta hipotética sustancia que engendró el Universo se llamó ambiplasma y tomó las formas de protones-antiprotones (ambiplasma pesado) y electrones-positrones (ambiplasma ligero). El ambiplasma se divide en regiones celulares de materia y antimateria. En la cosmología de Alfvén, el Universo contenía ambiplasma simétrico pesado con ambiplasma ligero protector, separados por dobles capas. De acuerdo con Alfvén, tal ambiplasma tendría una vida relativamente larga, ya que el componente de las partículas y las antipartículas estaría demasiado caliente y tendría una densidad demasiado baja como para aniquilarse las unas con las otras rápidamente. Esta aniquilación puede causar una rápida expansión del universo. La radiación de aniquilación emanaría de las capas dobles de plasma y antiplasma. La explosión de la doble capa también fue sugerida por Alfvén como un posible mecanismo de generación de rayos cósmicos, ráfagas de rayos X y GRB. Alfvén hizo hincapié en la importancia de la naturaleza celular y filamentosa del plasma a cualquier escala, desde el laboratorio hasta lo galáctico.
El ambiplasma fue propuesto en parte para explicar la asimetría bariónica observada en el Universo que es debida a una condición inicial de la simetría exacta entre materia y antimateria. De acuerdo con Alfvén y Klein, el ambiplasma formaría naturalmente bolsas de materia y antimateria que se expandiría hacia afuera según ocurriera la aniquilación entre materia y antimateria. Por tanto, concluyeron que la vida tiene que ocurrir en un bolsillo principalmente bariónico en vez de antibariónico. Los procesos de la evolución y características del Universo en su mayor escala estarían gobernados principalmente por esta característica.
Alfvén postuló que el Universo siempre ha existido debido a los argumentos causales y el rechazo de modelos ex nihilo como una forma sigilosa de creacionismo. Las regiones celulares exclusivamente de materia o antimateria parecerían expandirse en regiones locales de aniquilación, que Alfvén consideraba como una posible explicación para la aparentemente observada expansión del Universo como una simple fase local de una historia mucho más larga. Segundo, el modelo no necesita de físicas exóticas (más allá de la antimateria, que se ha verificado en la Tierra en colisiones de alta energía), sino que modeliza el universo utilizando las ya conocidas fuerzas electromagnéticas junto con la gravedad. De hecho, Alfvén basó sus ideas en trabajos experimentales sobre la física del plasma aquí en la Tierra. Él siempre defendió el trabajo experimental como una parte necesaria y primordial de cualquier teoría. Incluso en el campo de la física del plasma en la Tierra, tuvo que sobreponerse a la inercia de los enfoques puramente teóricos de sus colegas, cuyos análisis no pudieron obtener predicciones precisas.

## Desarrollos posteriores
Mientras que la cosmología del plasma nunca ha obtenido el apoyo de demasiados astrónomos o físicos, los investigadores han continuado promoviendo y desarrollando el enfoque y publican en el tema del IEEE Transactions on Plasma Science] que está coeditada por el cosmólogo del plasma Anthony Peratt. Unos cuantos artículos abordando la cosmología del plasma fueron publicados en otras revistas dominantes hasta los años 1990. Adicionalmente, en 1991, Eric J. Lerner, un investigador independiente en física del plasma y fusión nuclear, escribió un libro a nivel popular apoyando la cosmología del plasma llamado El Big Bang Nunca Ocurrió. En ese momento hubo un interés renovado en el tema entre la comunidad cosmológica (junto con otras cosmologías no convencionales). Esto fue debido a los resultados anómalos reportados en 1987 por Andrew Lange y Paul Richardson de UC Berkeley y Toshio Matsumoto de la Universidad de Nagoya que indicaban que el fondo cósmico de microondas no puede tener un espectro de cuerpo negro. Sin embargo, el anuncio final (en abril de 1992) de que los datos del satélite COBE corregían la contradicción anterior del Big Bang, el nivel de interés en la cosmología del plasma ha decaído tanto que se investiga muy poco en este campo.

## Comparación con la cosmología dominante
La cosmología del plasma ha sido desarrollada en mucho menos detalle que la cosmología dominante y carece de muchas de las predicciones de los modelos actuales. En la cosmología convencional, las simulaciones detalladas de la función de correlación del Universo, la nucleosíntesis primordial y las fluctuaciones en la Radiación de fondo de microondas, basados en los principios de la cosmología convencional y un puñado de parámetros libres, se han realizado y comparado con observaciones, incluyendo comprobaciones de consistencia no triviales. La cosmología del plasma generalmente proporciona descripciones cualitativas y explicaciones no sistemáticas para las características estándar de las teorías cosmológicas dominantes.
Por ejemplo, los modelos jerárquicos convencionales de la formación estructurales depende de la materia oscura almacenada en los supercúmulos, cúmulos y galaxias vistas en el Universo actual. El tamaño y naturaleza de las estructuras están basadas en una condición inicial de las anisotropías primigenias vistas en el espectro de potencia de la Radiación de fondo de microondas. Las recientes simulaciones demuestran la coincidencia entre las observaciones de las expediciones y las simulaciones cosmológicas de cuerpos de grado N del modelo Lambda-CDM Muchos astrofísicos aceptan la materia oscura como un fenómeno real y un ingrediente vital en la formación de estructuras, que no se puede explicar apelando a procesos electromagnéticos. La masa estimada de las agrupaciones galácticas utilizando lentes gravitacionales también indica que hay una gran cantidad de materia oscura presente, una observación no explicada por los modelos cosmológicos de plasma.
Los estudios dominantes también sugieren que el Universo es homogéneo a gran escala sin pruebas de la estructura a escalas muy grandes requeridas por las propuestas de filamentación del plasma. La expedición con mayor número de galaxias detectadas hasta la fecha, la Sloan Digital Sky Survey, se corresponde bien con el dibujo dominante.
La producción de elementos ligeros sin la nucleosíntesis del Big Bang (como requería la cosmología del plasma) ha sido discutido en la literatura generalista y fue determinante para producir excesivos rayos X y rayos gamma más allá que lo observado. Esta cuestión no ha sido completamente abordada por los defensores de la cosmología del plasma. De forma adicional, desde un punto de vista observacional, los rayos gamma emitidos incluso por pequeñas cantidades de aniquilación de materia/antimateria deberían ser fácilmente visibles utilizando telescopios de rayos gamma. Sin embargo, tales rayos gamma no han sido observados. Esto podría ser resuelto proponiendo, como hizo Alfvén, que la burbuja de materia en la que estamos es mayor que el universo observable. Para comprobar el modelo, se tendría que haber observado algún rastro del ambiplasma y esto requeriría que este modelo fuera formalizado hasta el punto donde se pudieran detallar las predicciones cuantitativas.
Aunque no se ha publicado ningún artículo de la cosmología del plasma explicando la radiación de fondo de microondas desde que los resultados del COBE fueron desvelados, las explicaciones basadas en la luz de las estrellas integrada no proporciona ninguna indicación sobre cómo explicar el espectro de potencia angular observado en una parte entre 105 anisotropías del CMB. La sensibilidad y resolución de las medidas de estas anisotropías fue enormementa avanzada por el WMAP y fue consecuentemente anunciada como una gran confirmación del Big Bang en detrimento de otras alternativas. Estas medidas mostraron que los "picos acústicos" se ajustaban con gran precisión con las predicciones del modelo del Big Bang y condiciones del Universo promigenio.
La cosmología del plasma no está considerada por la comunidad astronómica para que sea una alternativa viable al Big Bang e incluso defiende las explicaciones que proporciona para el fenómeno que son menos detalladas que las de la cosmología convencional. Así, la cosmología del plasma ha permanecido a un lado y vista por la comunidad como una propuesta indigna de seria consideración.

## Críticas al modelo de Alfvén
Alfvén propuso que la burbuja de materia en la que estamos es mayor que el universo observable, lo que llevó a cuestionar sobre cómo alguien podría verificar el modelo si las estructuras tan grandes que predice no pueden ser observadas. Sin embargo, muchas estructuras son observables, como las corrientes intergalácticas Birkeland, doble capas, efectos de velocidad-selección a múltiples escalas, etc.
Desafortunadamente, desde un punto de vista teórico, aún quedan problemas con el modelo de Alfvén. Alfvén no formalizó su modelo hasta donde sí es posible realizar simulaciones numéricas similares a aquellas que ahora se realizan comúnmente para modelar el comportamiento de las galaxias jóvenes en la cosmología estándar y que se usaron para predecir la función de correlación del universo. En vez de eso, Alfvén apuntó una visión muy genérica de cómo las galaxias son generadoras de discos. Alfvén fue un tanto indiferente respecto a ajustar su modelo para que pudiera hacer las mismas predicciones que el Big Bang.
A pesar de que las simulaciones 3D de formación de galaxias se han llevado a cabo usando el modelo de plasma (ver artículos de Anthony Peratt) donde tanto las fuerzas electromagnéticas como la gravedad son tenidas en cuenta, no ha habido artículos publicados que intenten calcular las funciones de correlación y por lo tanto, permitan comparaciones detalladas con las observaciones. Sin embargo, cuando uno compara la simulación de cross-section con radioisótopos de AGN, se puede ver una semejanza remarcable. Esta semejanza no es sorprendente, ya que es bien conocido que las altas energías asociadas con el AGN deberían ser similares a las del plasma.
Otro problema es, irónicamente, que la cosmología del plasma depende de la física que es, aunque no completamente bien entendida, si bien documentada a través de experimentos en el laboratorio. Ya que el modelo estándar del Big Bang involucra a la física que está peor entendida, uno puede ajustar el modelo de Big Bang para encajar las observaciones tan solo apelando a parámetros variables del laboratorio y físicas exóticas, como la existencia de partículas todavía no observadas. A causa de su fundamento empírico (Alfvén fue un físico de laboratorio de pro, desarrollando sistemas de transmisión de potencia y similares), es mucho más difícil modificar el modelo de Alfvén para adecuarse a las observaciones cosmológicas.
Desde el punto de vista de la observación, los rayos gamma emitidos incluso por pequeñas cantidades de aniquilaciones materia/antimateria deberían ser fácilmente visibles utilizando telescopios de rayos gamma. Sin embargo, dichos rayos gamma no han sido observados. Se podría recuperar el modelo proponiendo, como Alfvén hace, que la burbuja de materia en la que estamos es más grande que el universo observable, lo que llevó a cuestionar sobre cómo alguien podría verificar el modelo si las estructuras tan grandes que predice no pueden ser observadas. Para verificar el modelo, se tendría que encontrar algún rastro del modelo en las observaciones actuales, y esto requiere que el modelo sea formalizado teniendo en cuenta que predicciones detalladas y cuantitativas puedan realizarse, lo que provoca el mencionado problema teórico comentado en el párrafo anterior.